# Coulommiers
Coulommiers is een gemeente in het Franse departement Seine-et-Marne (regio Île-de-France) en telt 13.852 inwoners (1999). De plaats maakt deel uit van het arrondissement Meaux.

## Geografie
De oppervlakte van Coulommiers bedraagt 10,9 km², de bevolkingsdichtheid is 1270,8 inwoners per km².
De onderstaande kaart toont de ligging van Coulommiers met de belangrijkste infrastructuur en aangrenzende gemeenten.

## Demografie
Onderstaande figuur toont het verloop van het inwonertal (bron: INSEE-tellingen).

## Afbeeldingen

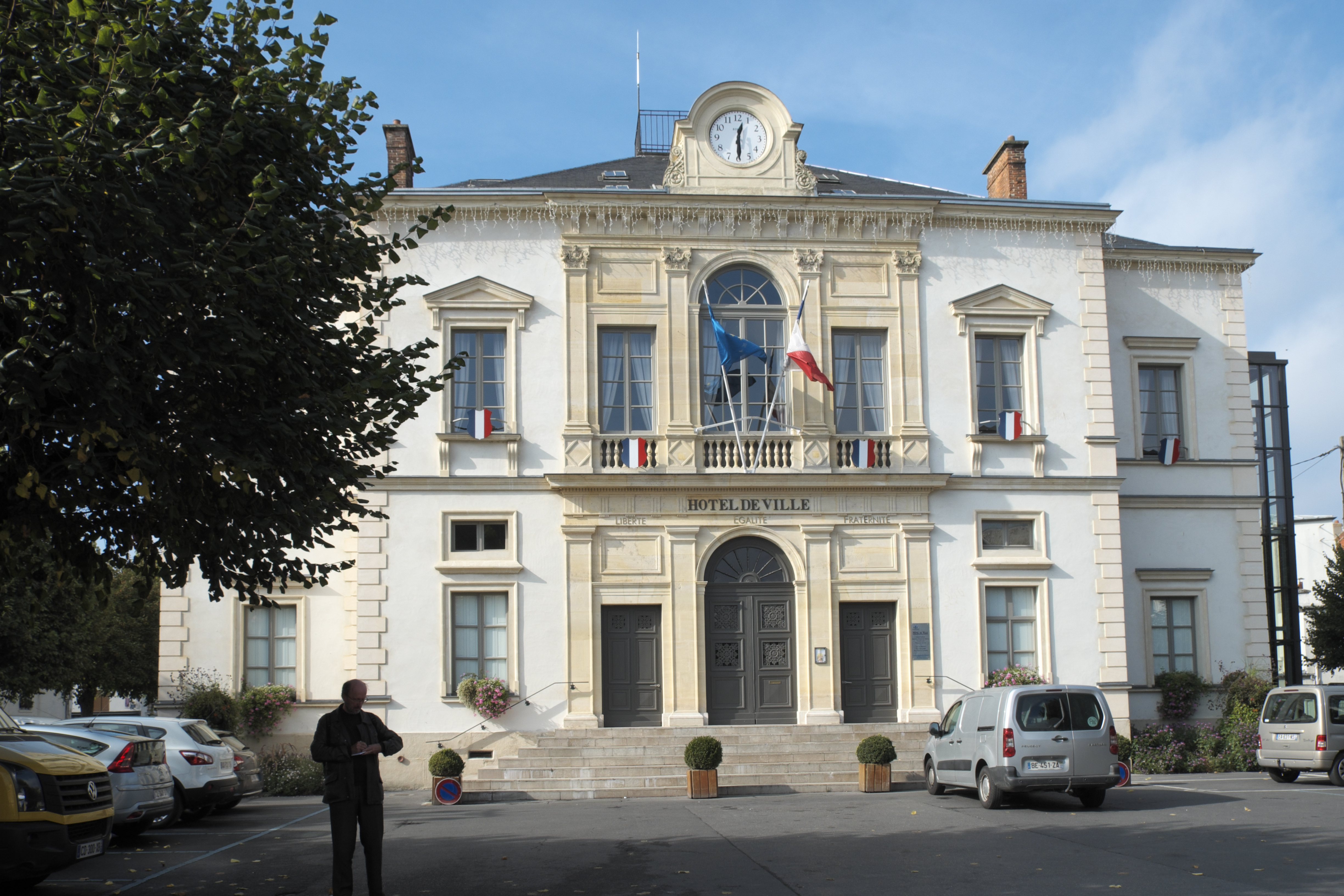
Gemeentehuis
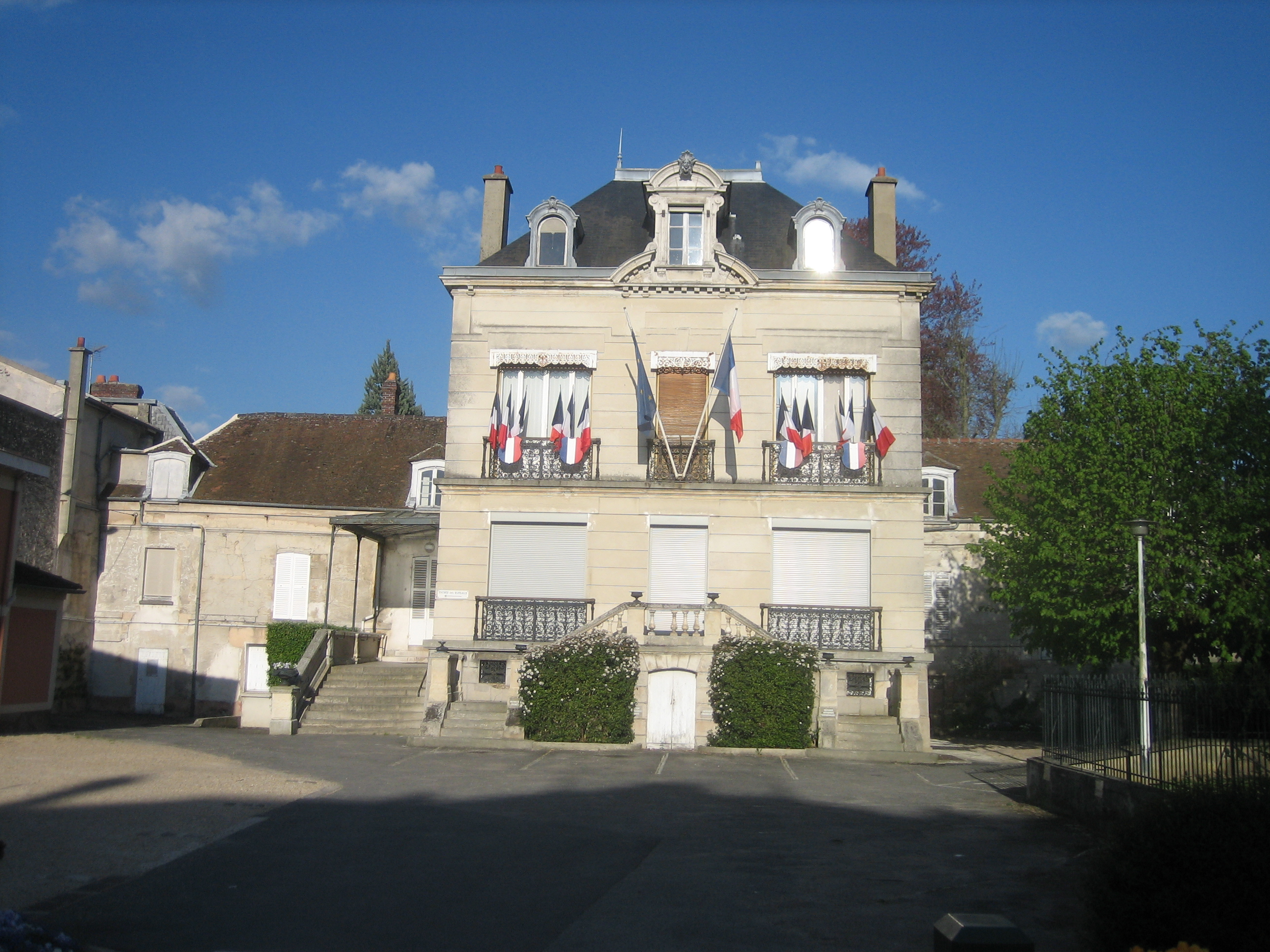
Gemeentehuis bijgebouw (administr. diensten)

## Geboren
- Nicolas Beaurepaire (1740-1792), officier, commandant van Verdun, held van de Franse revolutie
- Maria Caroline Gibert de Lametz (1793-1879), later prinses van Monaco
- Philippe Bouvard (1929), journalist, humorist en mediapresentator
- Kévin Koubemba (1993), Congolees voetballer